# BMW Série 3
Série 3 é uma série de automóveis executivos compactos (segmento D) produzidos pela BMW desde 1975, sendo o sucessor da BMW Série 02. A Série 3 é o modelo mais vendido da BMW, representando cerca de 30% das vendas totais anuais da marca BMW (excluindo motos).

## Primeira geração

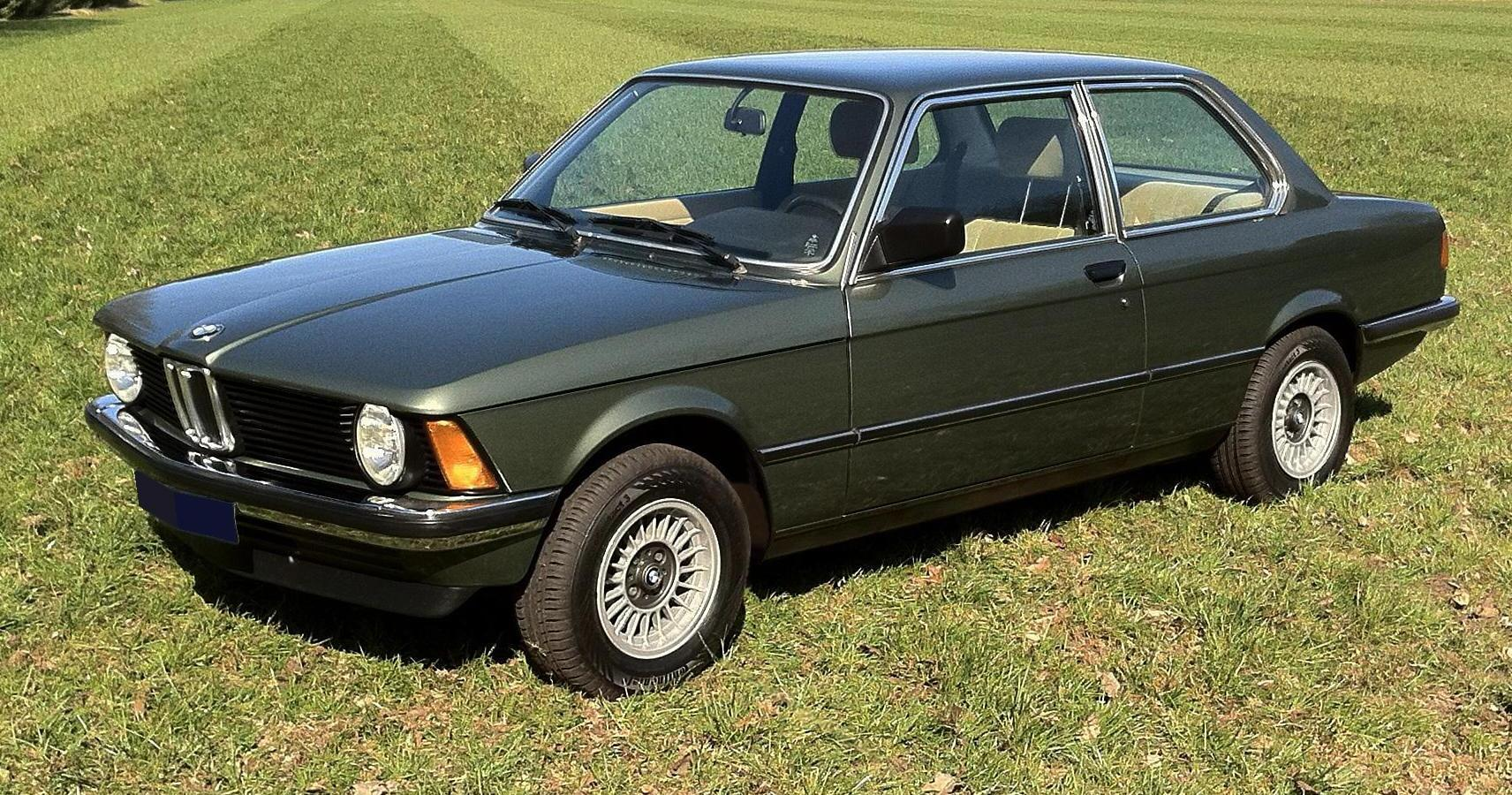
Primeira geração.

O E21 substituiu a série 02 e estava inicialmente disponível como um sedã de 2 portas (cupê). No lançamento, todos os modelos usavam motores de 4 cilindros com carbureto, no entanto, os modelos com injeção de combustível foram introduzidos no final de 1975 e motores de 6 cilindros foram adicionados em 1977. Um estilo de carroceria cabriolet - fabricado por Baur - estava disponível de 1978 a 1981.

## Segunda geração

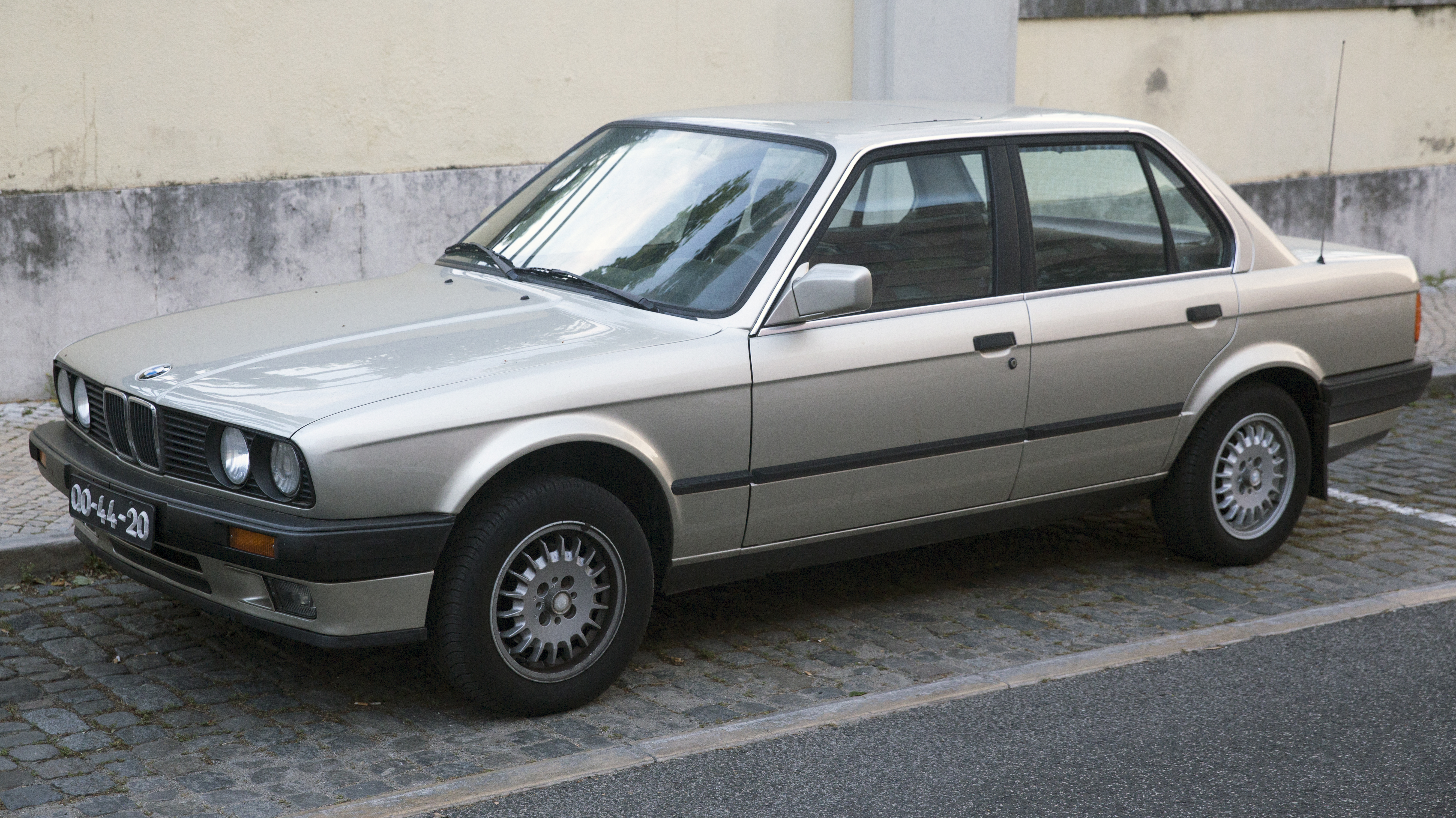
Segunda geração.

Na introdução em 1982, o E30 foi produzido exclusivamente no estilo de carroceria de 2 portas. Modelos de sedan de quatro portas foram introduzidos em 1983, conversíveis foram introduzidos em 1985 e modelos imobiliários ("Touring") foram introduzidos em 1987.
O E30 foi a primeira série 3 disponível nos modelos de carroceria e carroceria de sedãs de 4 portas. Também foi a primeira Série 3 a oferecer um motor a diesel, e a tração nas quatro rodas foi introduzida na série 3 com o modelo 325iX. O BMW Z1 roadster foi baseado na plataforma E30.
O primeiro BMW M3 foi construído na plataforma E30. O E30 M3 é alimentado pelo motor S14 de quatro cilindros a gasolina de alta rotação, que produziu 175 kW (235 hp) em sua iteração final somente na Europa.

## Terceira geração 1991-2001

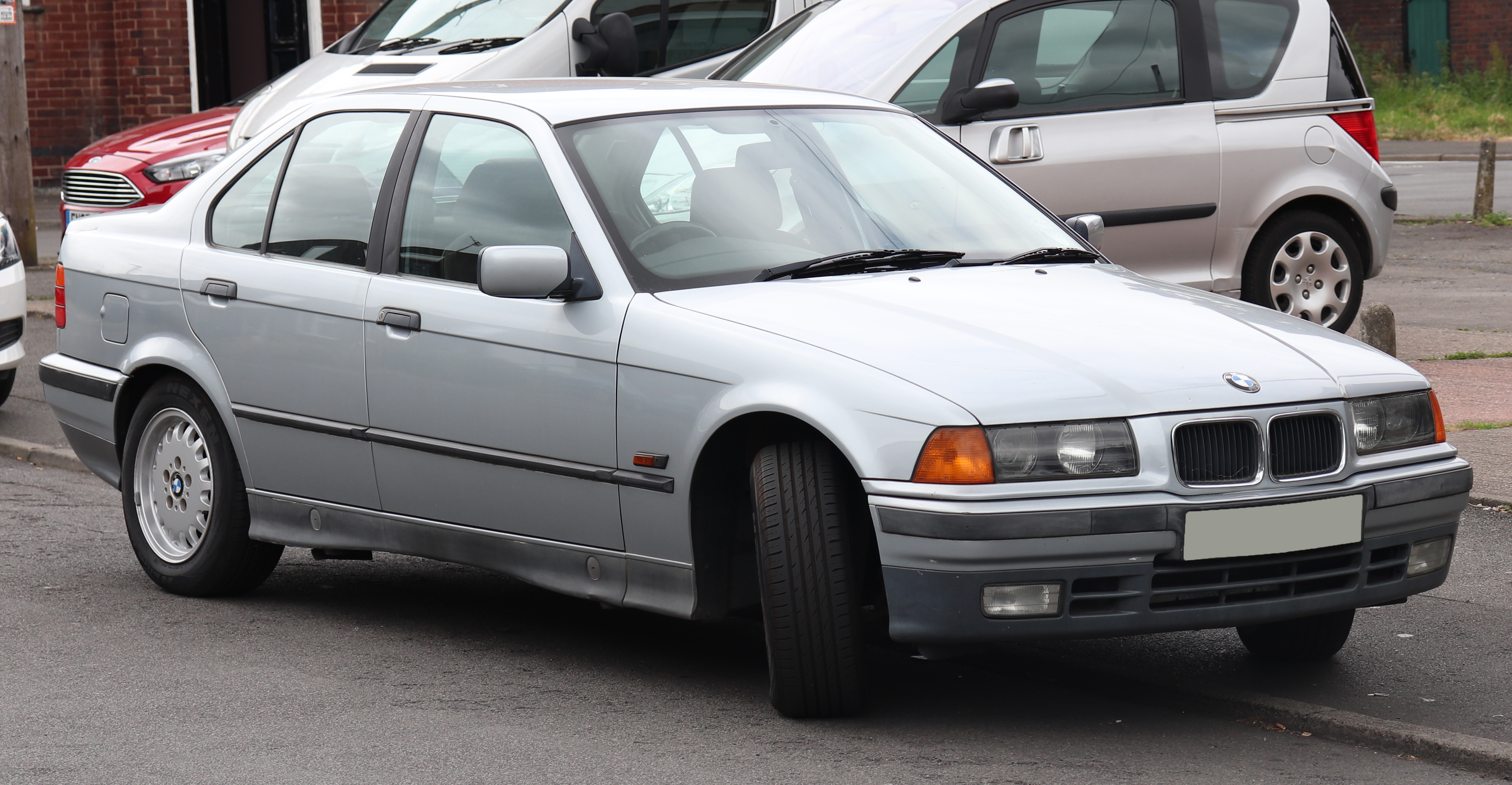
Terceira geração.

O E36 foi a primeira série 3 a ser oferecida no estilo de carroceria hatchback. Foi também a primeira Série 3 a estar disponível com uma transmissão manual de 6 velocidades (no M3 de 1996), uma transmissão automática de 5 velocidades e um motor diesel de quatro cilindros. A suspensão traseira multi-link também foi uma atualização significativa em comparação com as gerações anteriores da Série 3.
O E36 foi nomeado na lista 10Best da Car and Driver Magazine para todos os anos em que estava à venda.
O modelo M3 é alimentado pelos motores S50 e S52 de seis cilindros em linha. Foi vendido nos modelos cupê, sedan e carroceria conversível.
Os modelos BMW roadster e cupê Z3 foram baseados na plataforma E36.

## Quarta geração

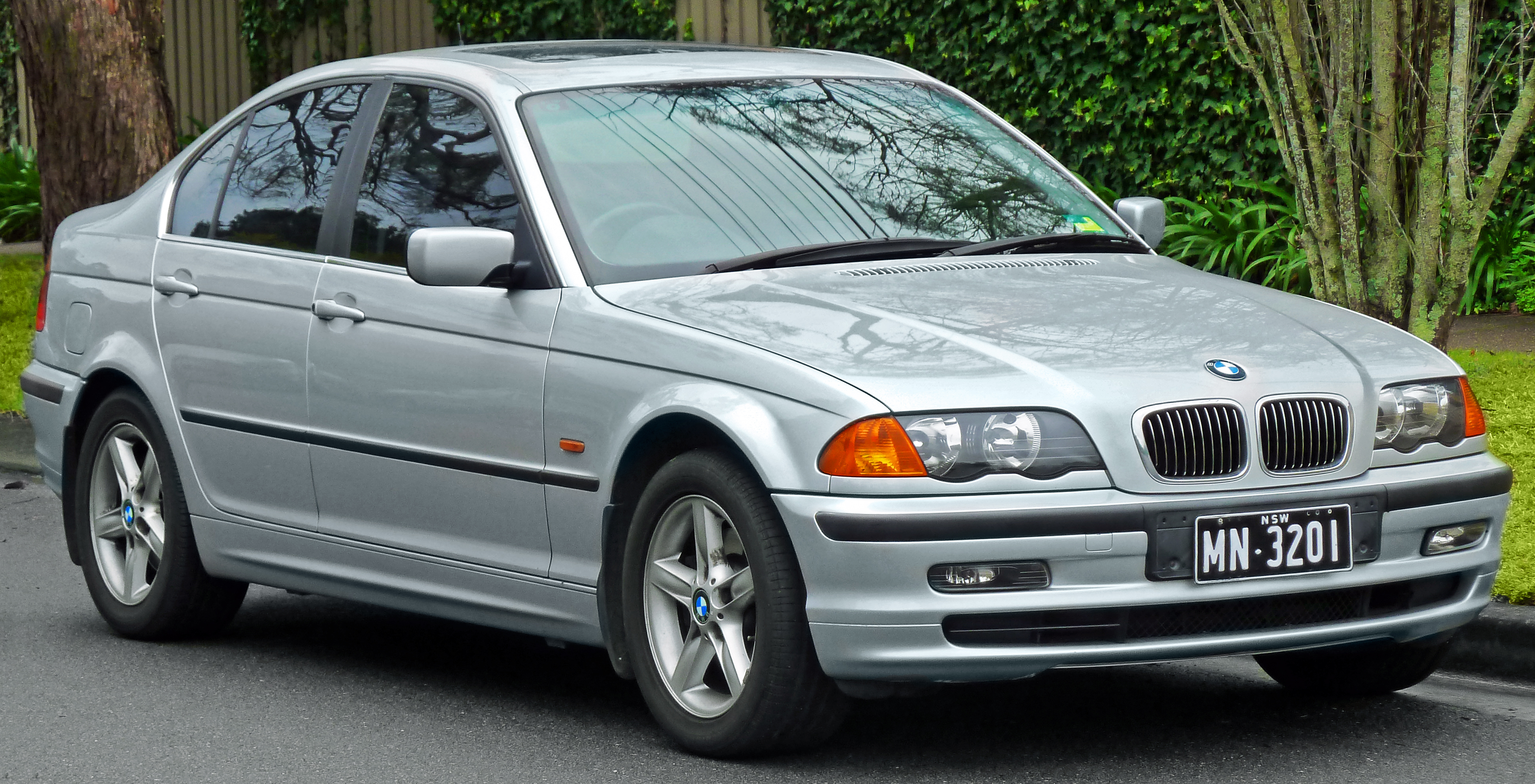
Quarta geração.

A geração E46 introduziu vários recursos eletrônicos na Série 3, incluindo navegação por satélite, distribuição eletrônica da força de frenagem, limpadores com sensor de chuva e luzes traseiras de LED. A tração nas quatro rodas, disponível pela última vez na série E30 3, foi reintroduzida para o E46. Estava disponível para os modelos 325xi e 330xi sedan / perua. O E46 foi a primeira série 3 a estar disponível com um motor usando elevação variável da válvula ("valvetronic").
A versão M3 do E46 era equipada com o motor S54 do tipo i6 e estava disponível nos estilos coupé e carroceria conversível (além disso, era alimentada com o M54 em carros não M3). As transmissões disponíveis eram uma caixa manual de 6 velocidades ou a caixa manual sequencial de 6 velocidades "SMG-II".

## Quinta geração

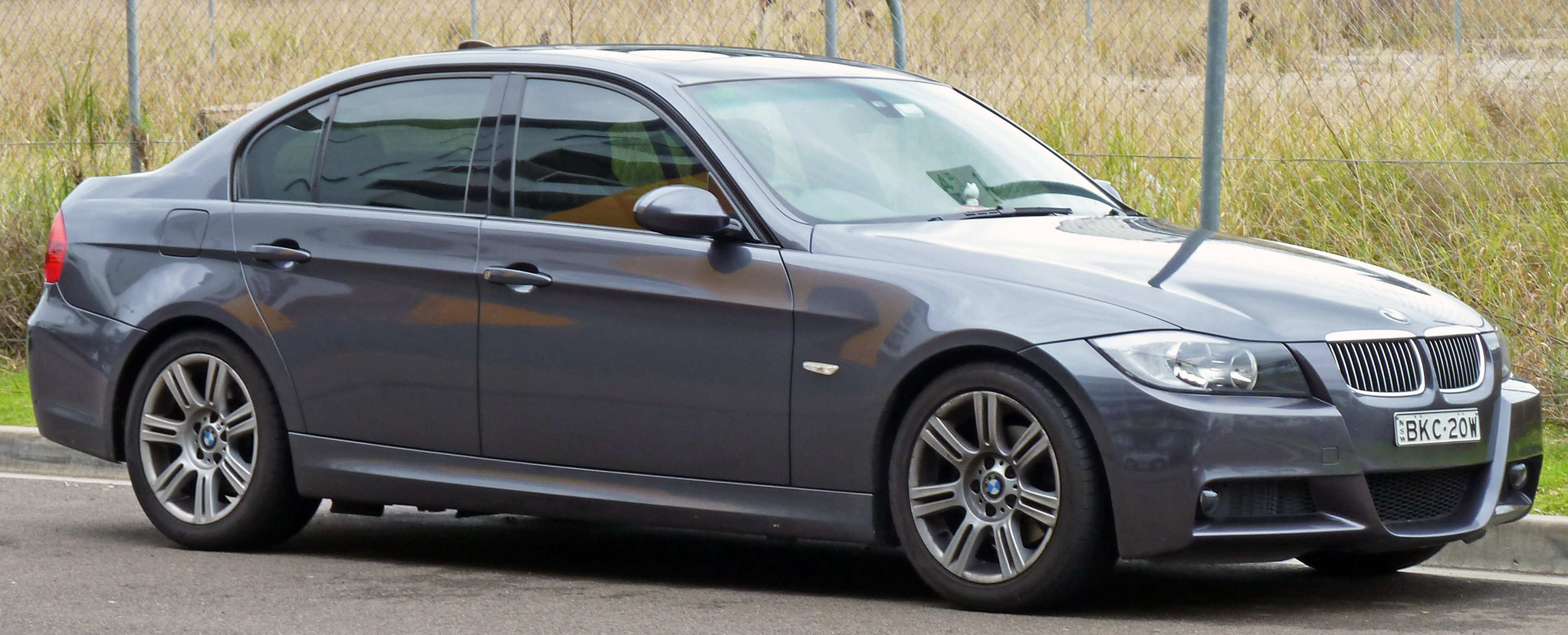
Quinta geração.

A quinta geração da Série 3 foi produzida nos estilos de carroçaria sedan, perua, cupê e cabriolet. Devido aos códigos de modelo separados para cada estilo de carroçaria, o termo "E9X" é às vezes usado para descrever esta geração da Série 3.
Em 2006, o 325i se tornou o primeiro modelo da Série 3 a ser vendido com um motor a gasolina turbo. O E90 também viu a introdução de pneus de corrida na série 3. Consequentemente, os carros com run-flats não estão equipados com um pneu sobressalente.
O E90 / E92 / E93 M3 foi alimentado pelo motor BMW S65 v8. Foi lançado em 2007 e produzido nos estilos de carroçaria sedan, cupê e cabriolet.

## Sexta geração

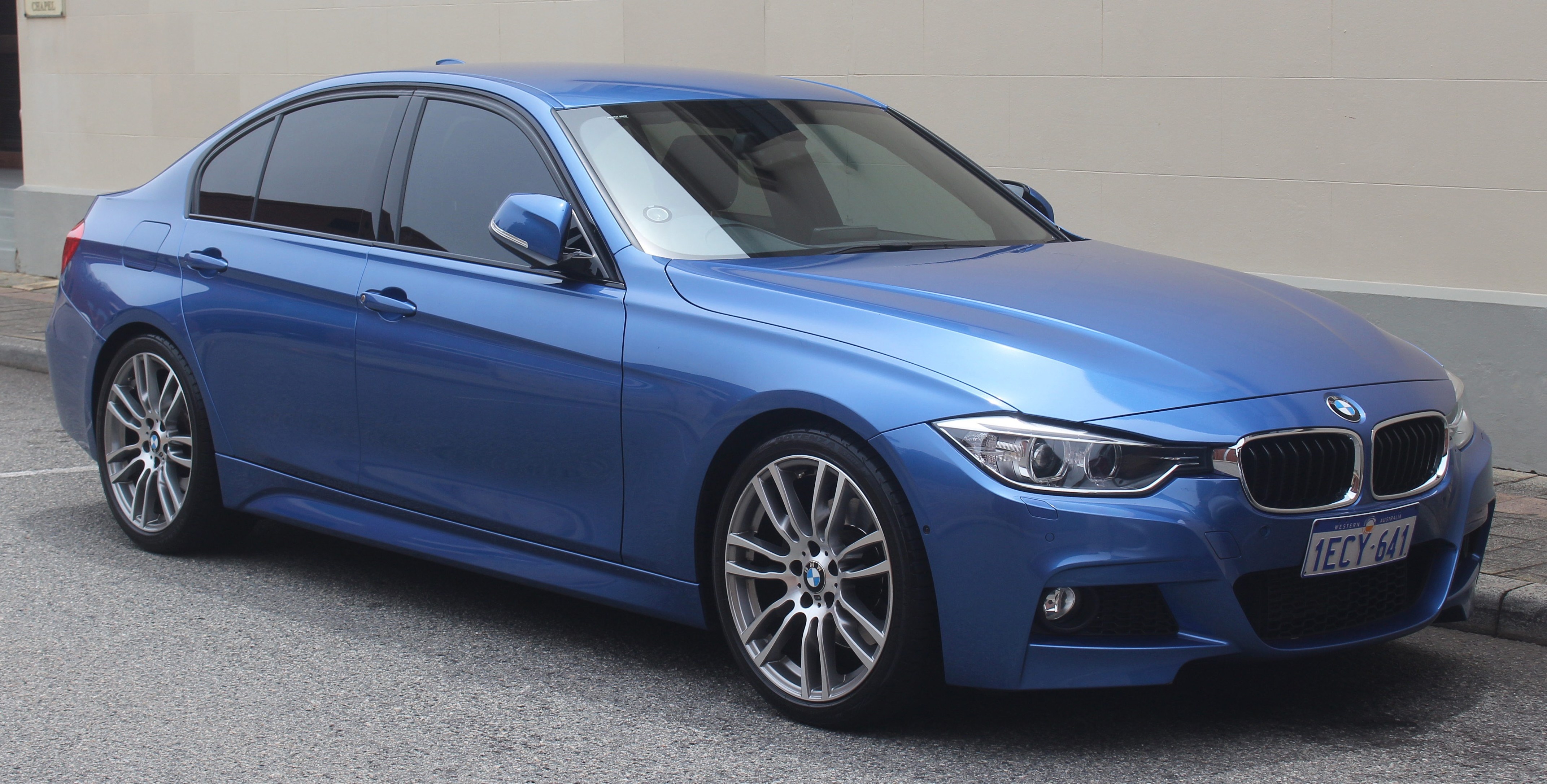
Sexta geração.

O F30 / F31 / F34 foi produzido nos estilos de carroçaria sedan, cupê, conversível, perua e carroceria hatchback de 5 portas ("Gran Turismo"). Um sedan de distância entre eixos longo também está disponível na China.
Para as séries F30 / F31 / F34, os modelos cupê e conversível foram produzidos até o ano de 2013 até 2014, quando foram separados da Série 3, redesenhados e vendidos como BMW Série 4. Um novo estilo de carroceria foi introduzido na linha 3 Series: o 3 Series Gran Turismo, um hatchback de distância entre eixos longo.
A F30 / F31 / F34 foi a primeira vez que toda a linha Série 3 usou motores turbo. Em 2016, um sistema de transmissão híbrido plug-in foi usado pela primeira vez na Série 3, no modelo 330e. [14] Também em 2016, um motor de 3 cilindros foi usado pela primeira vez em uma Série 3.
A versão M3 (designada F80, a primeira vez que um M3 usou uma designação de modelo separada) foi lançada em 2014 e é alimentada pelo motor S55 twin-turbo straight-6.
A produção terminou em 2019 com o fim da produção do F31 Touring em junho.

## Sétima geração

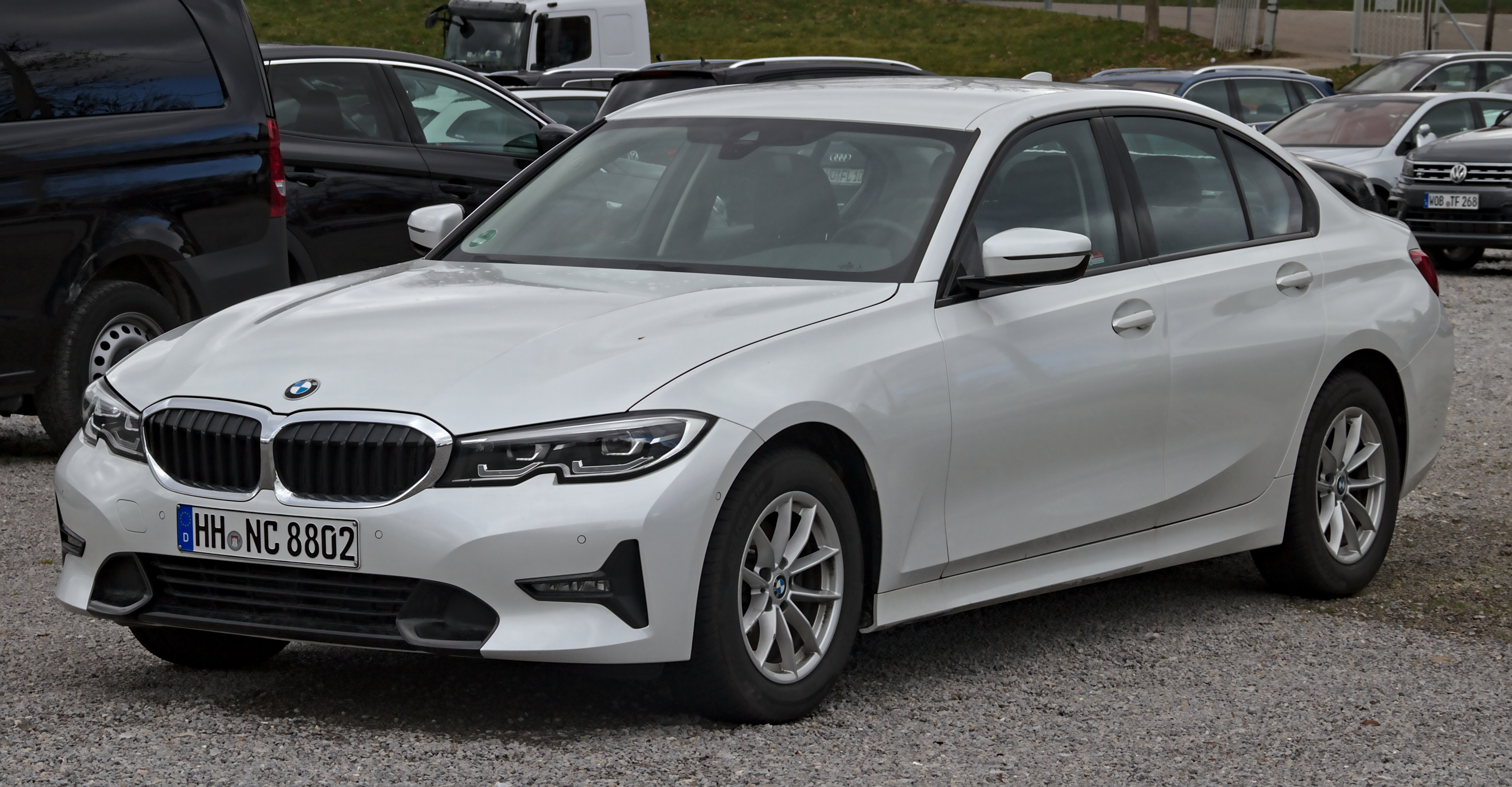
Sétima geração.

O BMW Série 3 (G20) foi apresentado no Salão Automóvel de Paris de 2018 em 2 de outubro de 2018. As imagens oficiais do veículo foram reveladas um dia antes de sua inauguração. A sétima geração da série 3 também é oferecida como uma perua.